# Saint-Laurent-sur-Manoire
Saint-Laurent-sur-Manoire (en occitano Sent Laurenç de Manoire) era una comuna francesa situada en el departamento de Dordoña, de la región de Nueva Aquitania, que el 1 de enero de 2016 pasó a ser una comuna delegada de la comuna nueva de Boulazac-Isle-Manoire al fusionarse con las comunas de Atur y Boulazac.

## Demografía
| Gráfica de evolución demográfica de Saint-Laurent-sur-Manoire entre 1800 y 2013 |
|                                                                                 |

Los datos demográficos contemplados en este gráfico de la comuna de Saint-Laurent-sur-Manoire se han cogido de 1800 a 1999 de la página francesa EHESS/Cassini, y los demás datos de la página del INSEE.